# Borghild Ouren
Borghild Ouren (* 17. August 1977) ist eine ehemalige norwegische Biathletin.

## Karriere
Ihr Biathlon-Weltcup-Debüt gab Borghild Ouren 2000 in Ruhpolding. Dort belegte sie in einem Sprintrennen den 70. Platz. Erstes nennenswertes Ergebnis wurde der Zehnte Platz im Sprint bei den Militärweltmeisterschaften des Jahres 2001 in Jericho. Recht gut verliefen für sie auch die Europameisterschaften 2002 in Kontiolahti, wo sie mit der Staffel und im Einzel jeweils Fünfte wurde. In der Saison 2002/03 schaffte die junge Norwegerin ihren größten Erfolg im Weltcup, als sie in einer Staffel in Osrblie mit Liv-Kjersti Eikeland, Gunn Margit Andreassen und Linda Grubben den dritten Platz erreichte. Bei den Europameisterschaften des Jahres in Forni Avoltri wurde sie erneut Fünfte im Einzel. In Chanty-Mansijsk startete Ouren als 57. im Einzel erstmals bei Biathlon-Weltmeisterschaften. In der folgenden Saison trat sie zunächst im Europacup an und wurde in Geilo Vierte im Sprint und Dritte in der Verfolgung. Kurz darauf gewann sie in Hochfilzen als 23. im Sprint ihre ersten Weltcuppunkte und erreichte ihre beste Platzierung im Weltcup.

## Biathlon-Weltcup-Platzierungen
Die Tabelle zeigt alle Platzierungen (je nach Austragungsjahr einschließlich Olympische Spiele und Weltmeisterschaften).
- 1.–3. Platz: Anzahl der Podiumsplatzierungen
- Top 10: Anzahl der Platzierungen unter den ersten zehn (einschließlich Podium)
- Punkteränge: Anzahl der Platzierungen innerhalb der Punkteränge (einschließlich Podium und Top 10)
- Starts: Anzahl gelaufener Rennen in der jeweiligen Disziplin
- Staffel: inklusive Mixed- und Single-Mixed-Staffeln

| Platzierung | Einzel | Sprint | Verfolgung | Massenstart | Staffel | Gesamt |
| ----------- | ------ | ------ | ---------- | ----------- | ------- | ------ |
| 1. Platz    |        |        |            |             |         |        |
| 2. Platz    |        |        |            |             |         |        |
| 3. Platz    |        |        |            |             | 1       | 1      |
| Top 10      |        |        |            |             | 3       | 3      |
| Punkteränge |        |        | 2          |             | 4       | 6      |
| Starts      | 3      | 16     | 7          |             | 4       | 30     |